# Eriberto II del Maine

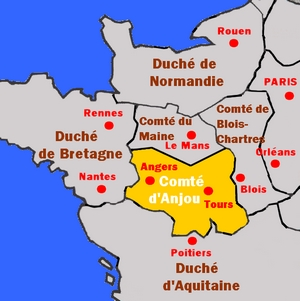
La Francia del Nord-ovest nel 1050

Eriberto o Erberto, in francese Herbert II (1047 circa – 9 marzo 1062) fu il settimo conte del Maine della famiglia degli Ugonidi o seconda casa del Maine, dal 1051 circa fino alla sua morte.

## Origine
Figlio secondogenito e unico figlio maschio del conte del Maine, Ugo IV e della moglie, Berta di Blois (? - 1084/5), la figlia del conte di Blois, Oddone II, e di Ermengarda d'Alvernia; Berta di Blois, dal 1040, era vedova del duca di Bretagna, Alano III ( † 1040); la maternità è confermata indirettamente dal Ex Chronico Ruyensis Cœnobii, quando nell'anno 1062, ricorda la morte di Eriberto e del fratellastro, Conan II (Herbertus Cenomannensium Comes et frater uterinus Conani ducis). 
Ugo IV era il figlio primogenito e unico figlio maschio del conte del Maine, Eriberto I (come risulta dall'Actus pontificum Cenomannis in cui, il suo prozio, Eriberto «Baco» del Maine, che governava in suo nome fu costretto a rinchiudersi in un monastero) e della moglie, di cui non si conosce né il nome né la casata.

## Biografia
Nel 1051, alla morte del padre, Ugo IV, Eriberto con l'aiuto del duca di Normandia, Guglielmo il Bastardo, fermò il conte d'Angiò, Goffredo II Martello, che aspirava di togliere la contea del Maine al giovane erede, e poté così succedere al padre.
Ma i nobili della contea scacciarono la madre di Eriberto II, Berta di Blois e chiamarono in aiuto il conte d'Angiò, Goffredo II Martello, che, nel 1052, rientrò nel Maine, occupandolo e dopo aver cacciato sia, che il vescovo di Le Mans, Gervasio di Château-du-Loir, obbligandolo a rifugiarsi in Normandia, assunse la reggenza della contea del Maine{.
Non molto tempo dopo anche il conte Eriberto II riuscì a riparare in Normandia.
Nel 1054, il duca di Normandia, Guglielmo I, sconfisse Goffredo II Martello e rioccupò il Maine
Nel corso del 1056, Guglielmo riuscì a riportare nel Maine il conte del Maine, Eriberto II. Goffredo tentò ancora una volta a rioccupare Le Mans, nel 1058, ma con scarsi risultati.
Nel frattempo Eriberto II si era riconosciuto vassallo del duca di Normandia e dato che, per la giovane età (nel documento n° 15 del Cartulaire de l'abbaye de Saint-Vincent du Mans, datato 15 novembre 1058, il conte Eriberto II è citato come bambino, Herberto puerulo comite, non aveva eredi, il duca di Normandia, Guglielmo stipulò un contratto di fidanzamento tra suo figlio (di pochi anni) Roberto e Margherita, la sorella di Eriberto, con la clausola che, alla morte di Eriberto II, sempre senza eredi, il futuro genero, Roberto avrebbe ereditato la contea.
Eriberto II morì nel 1062, ancora senza eredi, e Guglielmo, contro la volontà popolare, occupò il Maine a nome di Margherita e Roberto, e, dopo aver fatto imprigionare i successori di Eriberto, Biota del Maine († ca. 1064), figlia di Eriberto I detto Evigilans canis (Cane Sveglio), e suo marito, Gualtiero I († ca. 1064), conte del Vexin e di Amiens, continuò ad occupare la contea anche dopo la morte di Margherita avvenuta nel 1063.

## Discendenza
Di Eriberto II non si conosce alcuna discendenza.

### Fonti primarie
- (LA)  Actus Pontificum Cenomannis in urbe degentium (Le Mans).
- (LA)  Rerum Gallicarum et Francicarum Scriptores, tomus XII.
- (LA)  Cartulaire de l'abbaye de Saint-Vincent du Mans, Liber primus.
- (LA)  Monumenta Germanica Historica, tomus IX.

### Letteratura storiografica
- Louis Halphen, "La Francia dell'XI secolo", cap. XXIV, vol. II (L'espansione islamica e la nascita dell'Europa feudale) della Storia del Mondo Medievale, 1999, pp. 770–806.
- William John Corbett, "L'evoluzione del ducato di Normandia e la conquista normanna dell'Inghilterra", cap. I, vol. VI (Declino dell'impero e del papato e sviluppo degli stati nazionali) della Storia del Mondo Medievale, 1999, pp. 5–55.